# Ҏ
Ҏ, ҏ – litera rozszerzonej cyrylicy, wykorzystywana w alfabecie języka kildin dla oznaczenia spółgłoski drżącej dziąsłowej bezdźwięcznej ([r̥]) (na przykład: поҏтэ [ˈpor̥tɛ] „karmić”, то̄ҏҏк [to:r̥:k] „futro”).

## Kodowanie
| Znak                   | Ҏ                                    | Ҏ                                    | ҏ                                  | ҏ                                  |
| ---------------------- | ------------------------------------ | ------------------------------------ | ---------------------------------- | ---------------------------------- |
| Nazwa w Unikodzie      | Cyrillic Capital Letter Er with Tick | Cyrillic Capital Letter Er with Tick | Cyrillic Small Letter Er with Tick | Cyrillic Small Letter Er with Tick |
| Kodowanie              | dziesiątkowo                         | szesnastkowo                         | dziesiątkowo                       | szesnastkowo                       |
| Unicode                | 1166                                 | U+048E                               | 1167                               | U+048F                             |
| UTF-8                  | 210 142                              | d2 8e                                | 210 143                            | d2 8f                              |
| Odwołania znakowe SGML | &#1166;                              | &#x048E;                             | &#1167;                            | &#x048F;                           |